# Lautzenbrücken

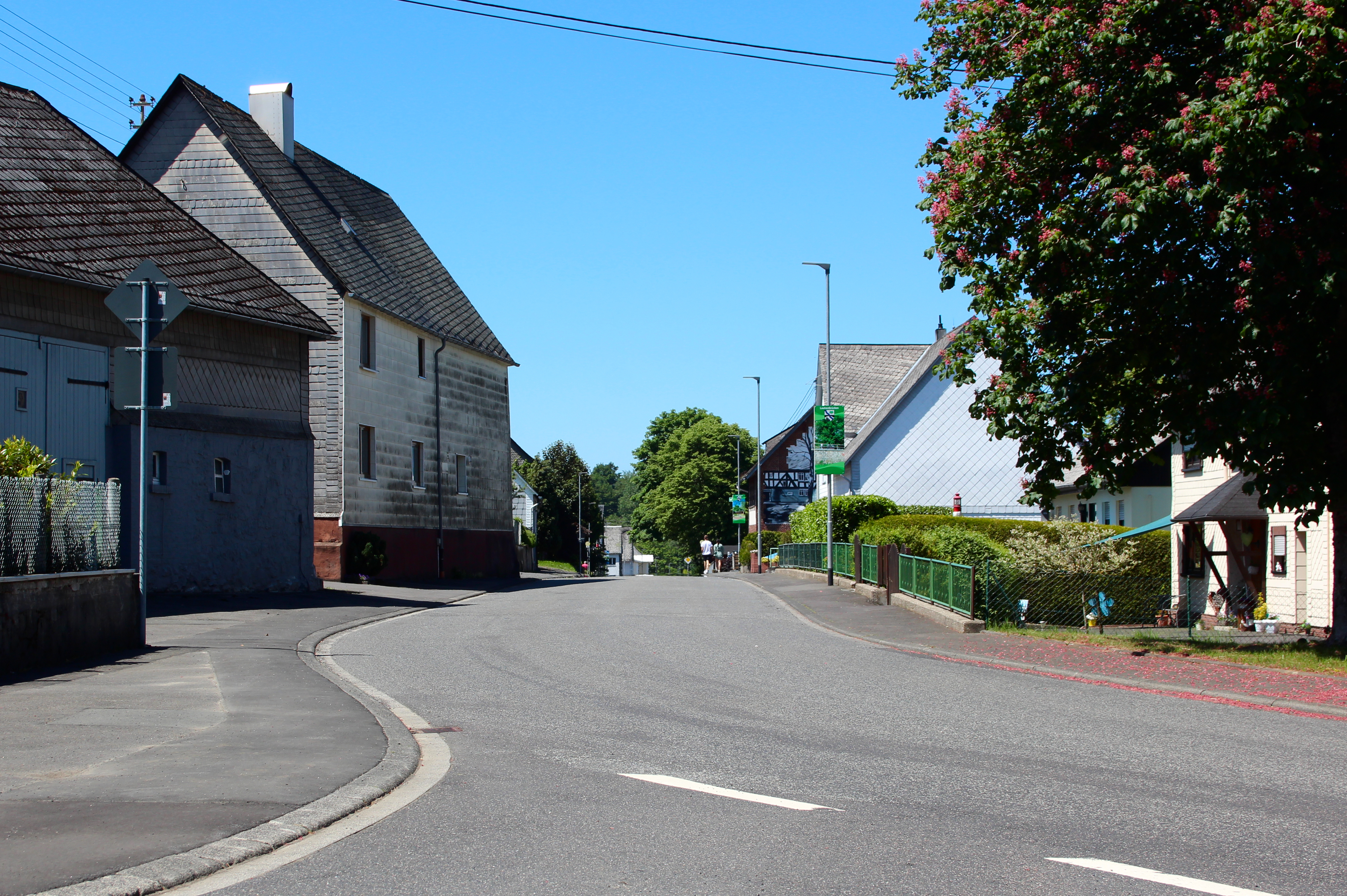
Ansicht von Lautzenbrücken

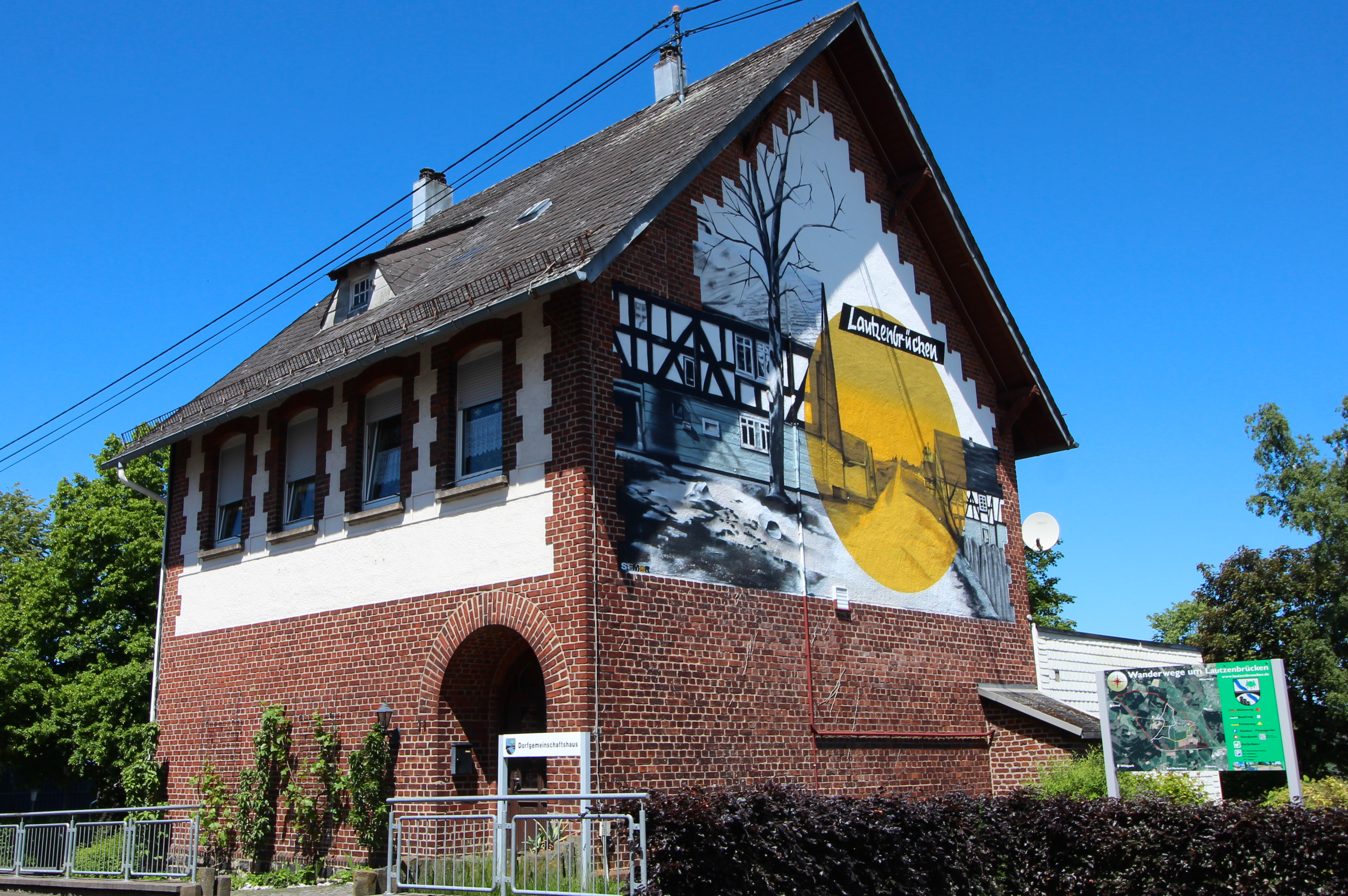
Das Dorfgemeinschaftshaus

Lautzenbrücken (mundartlich: Lautzebrick) ist eine Ortsgemeinde im Westerwaldkreis in Rheinland-Pfalz. Sie gehört der Verbandsgemeinde Bad Marienberg (Westerwald) an.

## Geographische Lage
Die Gemeinde liegt im Westerwald zwischen Limburg an der Lahn und Siegen. Ortsteile der Gemeinde sind Lautzenbrücken, Hohensayn und Eisenkaute. Durch das nördliche Gemeindegebiet fließt die Kleine Nister, die an der nordöstlichen Gemeindegrenze zu Nisterberg (Verbandsgemeinde Daaden-Herdorf, Landkreis Altenkirchen) die Grüne Nister aufnimmt.

## Geschichte
1262 wurde die Gemeinde erstmals als Luytzebrucke urkundlich erwähnt.
1770 wurde die Eisenkaute bzw. Gutehoffnungshütte erstmals erwähnt. Diese wurde 1930 geschlossen.
Bevölkerungsentwicklung
Die Entwicklung der Einwohnerzahl von Lautzenbrücken, die Werte von 1871 bis 1987 beruhen auf Volkszählungen:
| Jahr | Einwohner |
| ---- | --------- |
| 1815 | 141       |
| 1835 | 165       |
| 1871 | 183       |
| 1905 | 172       |
| 1939 | 238       |
| 1950 | 254       |
| 1961 | 269       |

| Jahr | Einwohner |
| ---- | --------- |
| 1970 | 311       |
| 1987 | 329       |
| 1997 | 433       |
| 2005 | 397       |
| 2011 | 390       |
| 2017 | 423       |
| 2023 | 440       |

## Politik

### Bürgermeister
Karsten Lucke wurde 2014 Ortsbürgermeister von Lautzenbrücken. Bei der Direktwahl am 26. Mai 2019 wurde er mit einem Stimmenanteil von 94,34 % für weitere fünf Jahre in seinem Amt bestätigt. Er wurde im Juni 2024 wiedergewählt.

### Wappen
| Wappen von Lautzenbrücken | Blasonierung: „In Silber ein blauer Schrägwellenbalken; unterhalb der Mitte bedeckt von einer durchgehenden schwarzen Brücke mit flacher Rundbogenöffnung; oben links eine schwarzstämmige, grüne Baumgruppe aus zwei Fichten und einem Laubbaum, 2:1 ineinandergestellt; unten rechts eine Gruppe von drei wachsenden, versetzt aneinander gereihten, nach rechts absteigenden, schwarzen Basaltsäulen mit sechskantigem Querschnitt.“                                                              |
| Wappen von Lautzenbrücken | Wappenbegründung: Die Lage des Ortes an der kleinen Nister wird durch den blauen Wellenbalken symbolisiert. Die Brücke nimmt Bezug auf das Grundwort im Ortsnamen. Die weiteren Symbole des Wappens symbolisieren die reichen Basaltvorkommen und die umfangreichen Waldungen in Lautzenbrücken. Das Wappen wurde durch den Heraldiker Albert Meinhardt auf der Grundlage eines Entwurfs des Gemeinderates erstellt und am 19. Oktober 1981 durch den Regierungspräsidenten Heinz Korbach genehmigt. |

## Kultur und Sehenswürdigkeiten
→ siehe Liste der Kulturdenkmäler in Lautzenbrücken

## Verkehr
- Südlich des Ortes verläuft die B 414, die von Driedorf-Hohenroth nach Hachenburg führt.
- Die nächsten Autobahnanschlussstellen sind in Siegen oder Wilnsdorf an der A 45 Dortmund–Hanau, etwa 20 Kilometer entfernt.
- Der nächstgelegene ICE-Halt ist der Bahnhof Montabaur an der Schnellfahrstrecke Köln–Rhein/Main.

## Persönlichkeiten
- Joachim Hörster (1945–2020), Politiker (CDU), geboren in Lautzenbrücken
- Karsten Lucke (* 1974), Politiker (SPD), Bürgermeister von Lautzenbrücken